# Llemosí (regió occitana)
El Llemosí (en occità: Lemosin [lemuˈzi], en francès: Limousin, francès: [limuzɛ̃] ( escolteu-ho)) és una de les 7 regions d'Occitània, amb la capital a Llemotges.
El gentilici en les seves diferents formes és «llemosí», «llemosina», «llemosins», «llemosines».

## Història

### Invasions dels bàrbars als carolingis
El territori que actualment es coneix com a Llemosí va ser romanitzat a partir del 51 aC. Amb la caiguda de l'Imperi Romà d'Occident, aquesta regió va ser ocupada primerament pels visigots entre els anys 419 i 507, i més tard pels francs. Posteriorment, va passar successivament a formar part del regne de Nèustria (511-584) i d'Aquitània (584-876).

### Llemosí de monjos i vescomtes
Entre els anys 876 i 918, el Llemosí va estar controlat pels comtes de Tolosa com a vescomtat semi-independent, amb els vescomtes Fulcoald (852-886), Hildebert (886-904) i Hildegart (904-945). Després va caure sota la influència dels comtes de Poitiers i dels ducs d'Aquitània, que hi deixaren com a vescomtes Bosó I (945-968), Adalbert I (968-995), Bosó II (995-1006), Bernat I (1006-1047), Adalbert II (1047-1088), Bosó III (1088-1091), Almodis (1091-1116), Bosó IV (1116-1118), Adalbert III (1118-1143) i Bosó V (1143-1167).

### Segles XII i XIII: temps de l'apogeu
A partir de 1154 va romandre sota dominació anglesa, i Adalbert IV (1167-1180) en fou el darrer vescomte. Incorporat des d'aleshores a la Guiana, fins que va ser definitivament conquerit per Carles V el 1374. Els estats provincials, però, no foren abolits fins al 1531, encara que funcionaren fins al 1602, quan els seus membres foren arrestats per donar suport a la conspiració de Turenne.

#### Heràldica
L'antic escut (Casa de Comborn) estava compost de 6 barres d'or i 6 barres de gules. L'escut modern (Casa de Dreux-Bretanya) està copost de 14 erminis i una vora de gules.

Antic escut del Llemosí, de la Casa de Comborn
Escut modern del Llemosí, de la Casa de Dreux-Bretanya

### Època moderna: entre l'Edat Mitjana i la Revolució
El 1594 tingueren lloc al país les insurreccions dels croquants, provocada per la misèria produïda per l'augment dels impostos, i que s'estendria al Perigord i al Carcí. La revolta acabà amb una baixada general dels impostos. El 1624 es tornaren a revoltar contra el rei, però foren derrotats i els seus caps, Donat i Barran, foren executats. El 1636 es produí una nova revolta, però acabà amb una amnistia general. També donaren suport a la conspiració de Montmorency del 1613.
Durant la Revolució francesa el llemosí Pierre Vergniaud (1753-1793), dirigent girondí, fou president de la Convenció el gener del 1793. I Josèp Ros (1834-1905) autor de Chanson lemosina (1899), fou l'impulsor del felibritge a la regió.

## Economia
El Llemosí és una regió essencialment rural, coneguda per la cria d'un dels millors bestiars bovins d'Europa. Els ramats de boví del Llemosí -d'un color vermell castany distintiu- es troben amb facilitat a qualsevol punt de la regió.
A més de la ramaderia, amb més del 10% de caps totals a França, la regió també és un important centre productor de fusta. En canvi, el pes de l'agricultura en l'economia regional és escàs, ja que les abundants pastures es dediquen principalment a alimentar la ramaderia. El cultiu més estès és el del sègol. El sector primari ocupa un 8% de persones al Llemosí, el doble que la mitjana a França.
Els recursos miners són importants. Es tracta, bàsicament, de jaciments d'urani al Mont Ambazac i de coure. Paradoxalment el 70% de l'energia al Llemosí prové de centrals hidroelèctriques de la regió. Un 32% de la superfície del Llemosí és bosc, ja majoria molt jove, amb aigua abundant. La natura, l'arquitectura antiga i la gastronomia atrauen cada cop més turistes. De fet, ja des del segle xvii era una regió de segones residències, i molts llemosins es guanyaven un sobresou com a paletes per ajudar a construir-les. La majoria es van acabar abandonant. Havent après de l'experiència, en l'actualitat es busca un turisme no massiu, respectuós amb les tradicions i la natura.
La capital regional, Llemotges, va ser en el passat un centre industrial de fama mundial gràcies a les seves fàbriques de porcellana. En l'actualitat, la producció de porcellana ha disminuït considerablement. També a l'àrea de la capital regional es concentren les indústries del calçat i del paper. La indústria del cuir, i especialment del calçat, i tèxtil ha estat tradicionalment important al Llemosí, un vestigi n'és el teixit anomenat en català tul, procedent en origen de la vil·la de Tula. Tant l'artesania tradicional (instruments musicals; en especial violes de roda, acordions i llaüts; esmalt, porcellana, tapissos, calçat de gamma alta) com la investigació en enginyeria puntera són sectors forts i els més creixents a l'economia llemosina.

## Organització territorial

### Els municipis
| Pos. | Municipi    | Comarca | Població |    | Pos.                    | Municipi | Comarca | Població |
| ---- | ----------- | ------- | -------- | -- | ----------------------- | -------- | ------- | -------- |
| 1    | Llemotges   | NN      | 131 479  | 11 | Sent Iriès              | NN       | 6 729   |          |
| 2    | Briva       | NN      | 46 630   | 12 | Festiac                 | NN       | 6 117   |          |
| 3    | Tula        | NN      | 14 705   | 13 | Lu Palaiç               | NN       | 6 038   |          |
| 4    | Garait      | NN      | 12 889   | 14 | Aissa                   | NN       | 5 820   |          |
| 5    | Sent Junian | NN      | 11 257   | 15 | Embasac                 | NN       | 5 630   |          |
| 6    | Panasòu     | NN      | 10 974   | 16 | Condat                  | NN       | 5 139   |          |
| 7    | Ussel       | NN      | 9 555    | 17 | La Sostrana             | NN       | 5 094   |          |
| 8    | Cosés       | NN      | 9 349    | 18 | St Pantalion de l'Archa | NN       | 4 768   |          |
| 9    | Malamòrt    | NN      | 7 984    | 19 | Sent Liunard            | NN       | 4 470   |          |
| 10   | Isla        | NN      | 7 779    | 20 | Aus Gletons             | NN       | 4 316   |          |

## Cultura i patrimoni

### Llengües

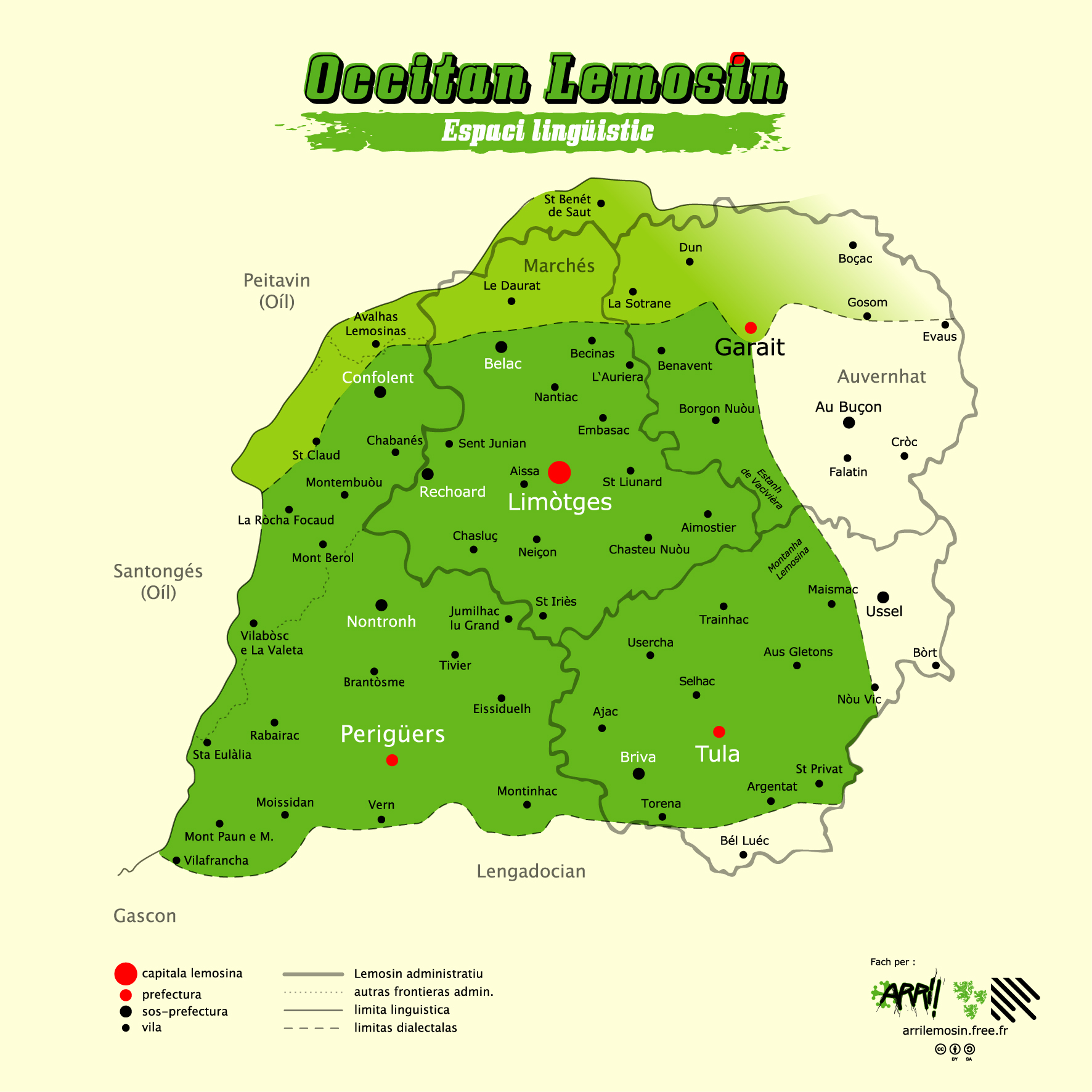
Mapa del domini lingüístic del dialecte llemosí de l'occità, amb les viles principals, repartit entre les regions occitanes del Llemosí i Guiena.

És una terra de llengua occitana, de la qual es parla el dialecte llemosí. També és la terra dels més grans trobadors dels segles XI a XII (amb la regió de Poitiers i el Perigord). Potser per a això, cap al segle xiii el terme "llengua llemosina" va acabar designant primer la llengua emprada pels trobadors en general, i més tard el llenguatge arcaic d'aquests. Fins al segle xix s'ha usat també, incorrectament, de vegades per a parlar de la llengua occitana en el seu conjunt i d'altres per a parlar de la llengua catalana.

### Gastronomia
La cuina llemosina pertany a la cuina occitana, adaptada a la geografia del país. Hi destaquen les carns, amb diverses races de ramaderia pròpies molt preuades, com la vaca llemosina, el boví llemosí o el porc de cul negre, a més dels ànecs i les oques. La cuina tradicional aprofita els productes que es poden obtenir fàcilment als abondants boscs, com la caça, la pesca, els bolets, les castanyes, els fruits del bosc o els cargols. Altres productes són les patates, amb les quals es fan plats com les farcidures o el milasú; les pomes, que es mengen tant en plats salats com en postres, crues o en tartes, com per exemple a la flonyarda; i les cireres negres, amb les quals es fa el famós clafotís.
Les begudes tradicionals són el vi, les ratafies i els licors de fruites.

## Personalitats il·lustres
Força homes i dones polítics a França són d'origen llemosí, és el cas, per exemple, de Sadi Carnot, que va ser president de la República; Jacques Chirac, també expresident; Jacques Delors, que fou ministre de França i president de la Comissió Europea de Brussel·les; François Hollande, primer secretari dels socialistes francesos; el comunista André Lajoinie; l'exministre Edmond Michelet; l'exministre Henri Queuille, de vegades anomenat doctor Queille; etc.
També hi ha hagut eclesiàstics, com el cardenal Dubois (1656-1726), el papa Climent VI (segle XIV) i quatre papes successors llemosins més, que exercien a Avinyó. Després d'ells els papes van tornar a viure a Roma.
Alguns llemosins cèlebres pertanyen al món de les lletres, és el cas, per exemple, de la filòsofa i escriptora Simone de Beauvoir, les escriptores George Sand i Colette, i els poetes Tristany L'Hermite i Jean Ségurel i el trobador Bernard de Ventadour. Pel que fa a les arts plàstiques, el més conegut és el pintor Auguste Renoir, tot i que n'hi ha d'altres, com la pintora Suzanne Valadon i els pintors Paul Rebeyrolle i Jean-Joseph Sanfourche. La modista Coco Chanel és mundialment reconeguda.
Al món del cinema pertanyen els actors Raymond Bussières, Raymond Poulidor i Anny Duperey. L'actriu Nathalie Baye, nascuda a Normandia, té una residència a Aubusson, a la Cruesa, on va sovint i és considerada llemosina d'adopció.
Dintre de la ciència i la tècnica es troben l'enginyer Eugène Freyssinet i el físic i químic Joseph-Louis Gay-Lussac.